# Station Szczepankowice Wrocławskie
Station Szczepankowice Wrocławskie is een spoorwegstation in de Poolse plaats Szczepankowice.